# Wayne Grace
Pour les articles homonymes, voir Grace.
Wayne Grace, né le 7 mai 1940 et mort le 13 août 2022 à Venice Beach, est un acteur américain.

## Filmographie
- 1963 : L'Halluciné (The Terror)
- 1971 : John McCabe (McCabe & Mrs. Miller) de Robert Altman : Bartender
- 1973 : Le Flic ricanant (The Laughing Policeman) : Inspector Tom Brennan SFPD
- 1978 : Wild and Wooly (TV) : O'Rourke
- 1980 : La Petite Maison dans la prairie (The House on the Prairie) (Série TV) saison 6, épisode 16 (Les évadés (Darkness Is My Friend) ) : le garde
- 1984 : Shérif, fais-moi peur (série télévisée) saison 7 épisode 10 "Menace sur le Hazzard Express" : Burke
- 1984 : Vendredi 13 : Chapitre final (Friday the 13th: The Final Chapter) : Officer Jamison
- 1985 : Mask : Drug Dealer
- 1986 : Odd Jobs : Roy's Father
- 1987 : Six Against the Rock (TV) : Officer Bristow
- 1987 : In the Mood : Bus Driver
- 1987 : Running Man (The Running Man) : 911 Security Officer #1
- 1988 : Frank Nitti: The Enforcer (TV)
- 1988 : Jumeaux (Twins) : Cell Guard
- 1989 : Heroes Stand Alone : Maj. Grigori
- 1989 : Judgment : Brody
- 1989 : Wizards of the Lost Kingdom II : Vanir
- 1989 : Voyageurs sans permis (Homer and Eddie) : Preacher
- 1990 :  Enterré vivant (Buried Alive) (TV) : Bill Scorby
- 1990 : Slumber Party Massacre III : O'Reilly
- 1990 : Danse avec les loups (Dances with Wolves) : Major
- 1992 : Horizons lointains (Far and Away) : Bourke
- 1993 : Visiteurs extraterrestres (Fire in the Sky) : Cyrus Gilson
- 1993 : The Thing Called Love : R.C.
- 1994 : Scanner Cop : Officer Dooley
- 1994 : À toute allure (The Chase) : Chief Boyle
- 1994 : Une maison de fous (It Runs in the Family) : Emil Bumpus
- 1995 : Le Maître des illusions (Lord of Illusions) : Loomis
- 1996 : Stolen Memories: Secrets from the Rose Garden (TV) : Cletis
- 1996 : The Lazarus Man ("The Lazarus Man") (série TV) : Major Gafney (1996)
- 1997 : Volcano : O.E.M. Staffer #9
- 1998 : Ma soirée de fiançailles (My Engagement Party) : Marc Roth
- 1998 : En attendant le paradis (Under Heaven) : God (voix)
- 1998 : Alien Avengers II (TV) : Carl Dalton
- 2001 : Mulholland Drive (Mulholland Dr.) : Bob Brooker
- 2002 : Sur le chemin de la guerre (Path to War) de John Frankenheimer (Téléfilm) : Marine Corps Chief of Staff
- 2004 : The Work and the Glory : First Land Agent